# 4e régiment d'artillerie (États-Unis)
Le 4e régiment d'artillerie des États-Unis est un régiment d'artillerie de la United States Army créé en 1821. Il fut dissout en 1901 et ses éléments réorganisés au sein de la Field Artillery Branch.

## Commandants
- 1821-1842 : John R. Fenwick
- 1842-1857 : John de Barth Walbach (en)
- 1857-1861 : Francis S. Belton
- 1861-1863 : Charles S. Merchant
- 1863-1877 : Horace Brooks (en)
- 1877 : Joseph C. Roberts
- 1877-1880 : William H. French
- 1880-1881 : Emory Upton
- 1881-1882 : John M. Brannan
- 1882 : Albion P. Howe
- 1882 : Gustavus De Russy (en)
- 1882-1883 : George W. Getty
- 1883-1888 : Clermont L. Best
- 1888-1889 : Henry W. Closson (en)